# Championnats du monde d'athlétisme 2009
Navigation
Les douzièmes Championnats du monde d'athlétisme se sont déroulés du 15 au 23 août 2009 au Stade olympique de Berlin, en Allemagne. Le nom officiel, en anglais, de la compétition est : « 12th IAAF World Championships in Athletics ». L'événement, organisé par l'Association internationale des fédérations d'athlétisme (IAAF) et par la Fédération allemande d'athlétisme (DLV), dispose d'un budget de 45 000 000 euros. 2 101 athlètes et 202 fédérations membres de l'IAAF sont inscrits, 2 500 étaient initialement attendus et 213 fédérations invitées. Au total, ce sont 1 895 athlètes, issus de 200 nations, qui ont pris part aux compétitions.
Le 26 janvier 2017, l'IAAF annonce qu'elle va re-tester les échantillons de dopage, à la suite de la demande de la Fédération allemande.

## Organisation

### Élection de la ville hôte
Désignée à l'origine ville organisatrice des Championnats du monde 2009, la ville de Londres se désiste en 2001 en raison de difficultés financières. En février 2002, la Fédération allemande d'athlétisme choisit le dossier de Berlin, au détriment de Munich et Stuttgart, autres villes candidates. Les 4 et 5 décembre 2004, lors d'une session de l'IAAF tenue à Helsinki, en Finlande, Berlin est finalement désignée ville organisatrice par 24 voix pour et 2 voix contre. Elle est préférée à Valence en Espagne, Split en Croatie, Brisbane en Australie, Bruxelles en Belgique, New Delhi en Inde, Casablanca au Maroc, et Daegu en Corée du Sud.
Berlin est la deuxième ville allemande à accueillir un Championnat du monde d'athlétisme en plein air, seize ans après Stuttgart, ville organisatrice en 1993. La Finlande (en 1983 et 1995 à Helsinki) et le Japon (1991 à Tokyo et 2007 à Osaka) sont les deux autres nations à avoir organisé cet événement à deux reprises.

### Sites des compétitions

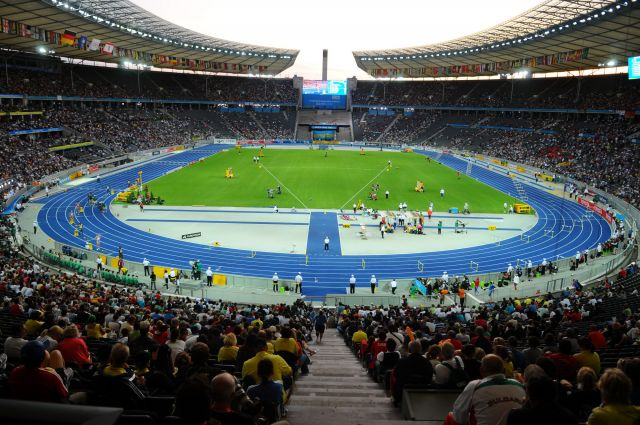
Le Stade olympique de Berlin lors des championnats du monde 2009.

Les épreuves se déroulent au Stade olympique de Berlin, rénové à l'occasion du Mondial 2006, d'une capacité de 74 218 spectateurs. Les départs et arrivées du marathon et des autres épreuves de longue distance se disputent dans le centre-ville de Berlin, et notamment à la Porte de Brandebourg. La piste bleue est de la société italienne Mondo ce qui est une nouveauté.

## Participants
200 fédérations membres de l'IAAF participent aux Championnats du monde 2009. Entre parenthèses figure le nombre d'athlètes inscrits.
La plus âgée des participants est Elina Zverava (BLR), née le 16 novembre 1960 (48 ans), et qui avait déjà participé aux Championnats du monde d'athlétisme 1999 à Séville. Elle, et sa compatriote Iryna Yatchanka (46 ans), toutes deux engagées dans l'épreuve du lancer du disque et anciennes championnes du monde, n'ont obtenu aucune marque lors des qualifications. Le plus âgé est le Slovène Roman Kejžar, né le 11 février 1966 (43 ans).
Les deux plus jeunes athlètes, qui ont tous les deux 16 ans, sont le Gilbertin Nooa Takooa, né le 10 mars 1993 et l'Uruguayenne Déborah Rodríguez, née le 2 décembre 1992.
| Liste des pays participants | Liste des pays participants | Liste des pays participants | Liste des pays participants |
| --- | --- | --- | --- |
| - Afghanistan (2) - Afrique du Sud (24) - Albanie (1) - Algérie (6) - Allemagne (85) - Andorre (2) - Anguilla (2) - Antigua-et-Barbuda (2) - Antilles néerlandaises (1) - Arabie saoudite (12) - Argentine (6) - Arménie (2) - Australie (38) - Autriche (5) - Azerbaïdjan (1) - Bahamas (15) - Bahreïn (10) - Bangladesh (1) - Barbade (4) - Belgique (23) - Belize (1) - Bénin (2) - Bermudes (1) - Bhoutan (1) - Biélorussie (26) - Birmanie (2) - Bolivie (2) - Bosnie-Herzégovine (1) - Botswana (5) - Brésil (30) - Brunei (1) - Bulgarie (11) - Burkina Faso (2) - Burundi (2) - Cameroun (3) - Cambodge (1) - Canada (31) - Cap-Vert (2) - Chili (4) - Chine (32) - Taipei chinois (2) - Chypre (4) - Colombie (11) - Comores (2) - République du Congo (2) - Corée du Nord (6) - Corée du Sud (19) - Costa Rica (3) - Côte d'Ivoire (2) - Croatie (5) - Cuba (34) - Danemark (3) | - Djibouti (1) - Dominique (1) - Égypte (4) - Émirats arabes unis (2) - Équateur (10) - Érythrée (8) - Espagne (51) - Estonie (18) - États-Unis (160) - Éthiopie (38) - Fidji (2) - Finlande (20) - France (78) - Gabon (2) - Gambie (2) - Géorgie (2) - Ghana (3) - Gibraltar (1) - Grèce (22) - Grenade (6) - Guatemala (2) - Guinée (2) - Guinée équatoriale (2) - Guyana (3) - Haïti (2) - Honduras (2) - Hong Kong (1) - Hongrie (12) - Îles Caïmans (2) - Îles Cook (2) - Îles Mariannes du Nord (2) - Îles Turques-et-Caïques (1) - Îles Vierges des États-Unis (2) - Îles Vierges britanniques (1) - Inde (6) - Indonésie (2) - Irak (2) - Iran (2) - Irlande (17) - Islande (2) - Israël (14) - Italie (37) - Jamaïque (46) - Japon (57) - Jordanie (2) - Kazakhstan (14) - Kenya (43) - Kirghizistan (2) - Kiribati (2) - Koweït (2) | - Laos (2) - Lesotho (2) - Lettonie (15) - Liban (2) - Liberia (3) - Libye (2) - Lituanie (15) - Luxembourg (1) - Macao (1) - Macédoine du Nord (1) - Madagascar (2) - Malaisie (2) - Malawi (2) - Maldives (2) - Malte (1) - Maroc (22) - Îles Marshall (1) - Maurice (4) - Mauritanie (2) - Mexique (18) - États fédérés de Micronésie (1) - Moldavie (6) - Monaco (1) - Mongolie (2) - Monténégro (2) - Mozambique (2) - Namibie (4) - Nauru (2) - Nouvelle-Zélande (16) - Nicaragua (2) - Niger (1) - Nigeria (25) - Norvège (17) - Oman (1) - Ouganda (12) - Ouzbékistan (6) - Pakistan (2) - Palaos (2) - Palestine (2) - Panama (3) - Papouasie-Nouvelle-Guinée (2) - Paraguay (1) - Pays-Bas (11) - Pérou (4) - Philippines (2) - Pologne (42) - Polynésie française (2) - Porto Rico (5) - Portugal (30) - Qatar (9) | - République centrafricaine (2) - République démocratique du Congo (2) - République dominicaine (6) - Tchéquie (22) - Roumanie (17) - Royaume-Uni (51) - Russie (106) - Rwanda (3) - Saint-Christophe-et-Niévès (7) - Saint-Marin (2) - Saint-Vincent-et-les-Grenadines (2) - Sainte-Lucie (1) - Salvador (2) - Îles Salomon (2) - Samoa (2) - Samoa américaines (2) - Sao Tomé-et-Principe (2) - Sénégal (14) - Serbie (8) - Seychelles (2) - Sierra Leone (2) - Singapour (2) - Slovaquie (13) - Slovénie (13) - Somalie (1) - Soudan (9) - Sri Lanka (2) - Suriname (2) - Suède (23) - Suisse (11) - Swaziland (2) - Syrie (2) - Tadjikistan (2) - Tanzanie (10) - Thaïlande (1) - Togo (2) - Tonga (2) - Trinité-et-Tobago (20) - Tunisie (5) - Turkménistan (2) - Turquie (12) - Tuvalu (2) - Ukraine (54) - Uruguay (3) - Vanuatu (2) - Venezuela (2) - Vietnam (3) - Zambie (5) - Zimbabwe (6) |

## Compétition

### Faits marquants
Ces douzièmes championnats du monde sont d’un niveau équivalent à ceux d’Osaka de 2007 : dans les épreuves masculines, 13 des 24 vainqueurs ont une performance supérieure ou égale à celles des vainqueurs de 2007 et dans les épreuves féminines 11 des 22 vainqueurs ont une performance supérieure à celle des gagnantes de 2007.
Comme en 2007, les États-Unis (6 titres, 14 médailles, 128 points à la place) devancent le Kenya (2 titres, 6 médailles, 73 points) dans les épreuves masculines. Dans les épreuves féminines, les États-Unis (4 titres, 8 médailles, 107 points) devancent la Jamaïque (4 titres, 9 médailles, 93 points).
3 athlètes marquent ces championnats : le Jamaïcain Usain Bolt empoche 3 titres (100 m, 200 m et avec la Jamaïque le relais 4 x 100 m), battant 2 records du monde au 100 et au 200 m. L'Ethiopien Kenenisa Bekele obtient son quatrième titre d'affilée sur 10 000 m et son premier titre sur 5 000 m . L'Américaine Allyson Felix remporte son troisième titre d'affiliée sur 200 m.

### Disqualifications pour dopage
L'Espagnole Marta Dominguez s'impose sur le 3 000 m steeple mais est déclassée en 2015. Le Russe Aleksandr Pogorelov, d'abord 3e du décathlon, est disqualifié pour dopage. Le relais russe du 4 x 400 m, initialement 3e, est également disqualifié avec 2 relayeuses, Tatyana Firova et Anastasiya Kapachinskaya contrôlées positives.
En marche, les trois épreuves organisées (20 km hommes et femmes, 50 km hommes) sont remportées initialement par trois Russes (respectivement, Valeriy Borchin, Olga Kaniskina et Sergey Kirdyapkin), mais ceux-ci sont tous déchus de leurs médailles quelques années plus tard pour dopage.

### Résultats

#### Hommes
| Épreuves                  | Or | Argent | Bronze |
| ------------------------- | --- | --- | --- |
| 100 m détails             | Usain Bolt 9 s 58 (WR) | Tyson Gay 9 s 71 (NR) | Asafa Powell 9 s 84 (SB)                                                                                                   |
| 200 m détails             | Usain Bolt 19 s 19 (WR) | Alonso Edward 19 s 81 (AR) | Wallace Spearmon 19 s 85 (SB)                                                                                              |
| 400 m détails             | LaShawn Merritt 44 s 06 (WL) | Jeremy Wariner 44 s 60 (SB) | Renny Quow 45 s 02 |
| 800 m détails             | Mbulaeni Mulaudzi 1 min 45 s 29 | Alfred Kirwa Yego 1 min 45 s 35 | Yusuf Saad Kamel 1 min 45 s 35                                                                                             |
| 1 500 m détails           | Yusuf Saad Kamel 3 min 35 s 93 | Deresse Mekonnen 3 min 36 s 01 | Bernard Lagat 3 min 36 s 20                                                                                                |
| 5 000 m détails           | Kenenisa Bekele 13 min 17 s 09 | Bernard Lagat 13 min 17 s 33 | James Kwalia 13 min 17 s 78                                                                                                |
| 10 000 m détails          | Kenenisa Bekele 26 min 46 s 31 (CR) | Zersenay Tadese 26 min 50 s 12 (SB)                                                                                                  | Moses Ndiema Masai 26 min 57 s 39 (SB)                                                                                     |
| Marathon détails          | Abel Kirui 2 h 6 min 54 s (CR) | Emmanuel Mutai 2 h 7 min 48 s | Tsegay Kebede 2 h 8 min 35 s                                                                                               |
| 110 m haies détails       | Ryan Brathwaite 13 s 14 (NR) | Terrence Trammell 13 s 15 | David Payne 13 s 15 |
| 400 m haies détails       | Kerron Clement 47 s 91 (WL) | Javier Culson 48 s 09 (NR) | Bershawn Jackson 48 s 23                                                                                                   |
| 3 000 m steeple détails   | Ezekiel Kemboi 8 min 0 s 43 (CR) | Richard Mateelong 8 min 0 s 89 (PB)                                                                                                  | Bouabdellah Tahri 8 min 1 s 18 (AR)                                                                                        |
| 4 × 100 m détails         | Jamaïque Steve Mullings Michael Frater Usain Bolt Asafa Powell 37 s 31 (CR) Participation aux séries : Lerone Clarke Dwight Thomas                 | Trinité-et-Tobago Darrel Brown Marc Burns Emmanuel Callander Richard Thompson 37 s 62 (NR) Participation aux séries : Keston Bledman | Grande-Bretagne Simeon Williamson Tyrone Edgar Marlon Devonish Harry Aikines-Aryeetey 38 s 02 (SB) 0                       |
| 4 × 400 m détails         | États-Unis Angelo Taylor Jeremy Wariner Kerron Clement LaShawn Merritt 2 min 57 s 86 (WL) Participation aux séries : Lionel Larry Bershawn Jackson | Grande-Bretagne Conrad Williams Michael Bingham Robert Tobin Martyn Rooney 3 min 0 s 53 (SB) Participation aux séries : David Greene | Australie John Steffensen Ben Offereins Tristan Thomas Sean Wroe 3 min 0 s 90 (SB) Participation aux séries : Joel Milburn |
| 20 km marche détails      | Wang Hao 1 h 19 min 06 s (PB) | Éder Sánchez 1 h 19 min 22 s (PB) | Giorgio Rubino 1 h 19 min 50 s                                                                                             |
| 50 km marche détails      | Trond Nymark 3 h 41 min 16 s (NR) | Jesús Angel García 3 h 41 min 37 s (SB)                                                                                              | Grzegorz Sudoł 3 h 42 min 34 s                                                                                             |
| Saut en longueur détails  | Dwight Phillips 8,54 m | Godfrey Mokoena 8,47 m | Mitchell Watt 8,37 m |
| Triple saut détails       | Phillips Idowu 17,73 m (WL) | Nelson Évora 17,55 m | Alexis Copello 17,36 m |
| Saut en hauteur détails   | Yaroslav Rybakov 2,32 m | Kyriákos Ioánnou 2,32 m (SB) | Sylwester Bednarek Raul Spank 2,32 m (PB)                                                                                  |
| Saut à la perche détails  | Steven Hooker 5,90 m | Romain Mesnil 5,85 m (SB) | Renaud Lavillenie 5,80 m                                                                                                   |
| Lancer du poids détails   | Christian Cantwell 22,03 m (WL) | Tomasz Majewski 21,91 m | Ralf Bartels 21,37 m (PB)                                                                                                  |
| Lancer du disque détails  | Robert Harting 69,43 m (PB) | Piotr Małachowski 69,15 m (NR) | Gerd Kanter 66,88 m |
| Lancer du marteau détails | Primož Kozmus 80,84 m (SB) | Szymon Ziółkowski 79,30 m (SB) | Aleksey Zagornyi 78,09 m                                                                                                   |
| Lancer du javelot détails | Andreas Thorkildsen 89,59 m (SB) | Guillermo Martínez 86,41 m (SB) | Yukifumi Murakami 82,97 m                                                                                                  |
| Décathlon détails         | Trey Hardee 8 790 pts (WL) | Leonel Suárez 8 640 pts | Oleksiy Kasyanov 8 479 pts (PB)                                                                                            |

#### Femmes
| Épreuves                  | Or | Argent | Bronze                                                                                    |
| ------------------------- | --- | --- | ----------------------------------------------------------------------------------------- |
| 100 m détails             | Shelly-Ann Fraser 10 s 73 (WL, NR)                                                                                     | Kerron Stewart 10 s 75 (PB)                                                                                          | Carmelita Jeter 10 s 90                                                                   |
| 200 m détails             | Allyson Felix 22 s 02                                                                                                  | Veronica Campbell-Brown 22 s 35                                                                                      | Debbie Ferguson-McKenzie 22 s 41                                                          |
| 400 m détails             | Sanya Richards 49 s 00 (WL)                                                                                            | Shericka Williams 49 s 32 (PB)                                                                                       | Antonina Krivoshapka 49 s 71                                                              |
| 800 m détails             | Caster Semenya 1 min 55 s 45 (WL, NR)                                                                                  | Janeth Jepkosgei Busienei 1 min 57 s 90 (SB)                                                                         | Jennifer Meadows 1 min 57 s 93 (PB)                                                       |
| 1 500 m détails           | Maryam Yusuf Jamal 4 min 03 s 74                                                                                       | Lisa Dobriskey 4 min 03 s 75                                                                                         | Shannon Rowbury 4 min 04 s 18                                                             |
| 5 000 m détails           | Vivian Cheruiyot 14 min 57 s 97                                                                                        | Sylvia Jebiwott Kibet 14 min 58 s 33                                                                                 | Meseret Defar 14 min 58 s 41                                                              |
| 10 000 m détails          | Linet Chepkwemoi Masai 30 min 51 s 24 (SB)                                                                             | Meselech Melkamu 30 min 51 s 34                                                                                      | Wude Ayalew 30 min 51 s 95                                                                |
| Marathon détails          | Bai Xue 2 h 25 min 15 s (SB)                                                                                           | Yoshimi Ozaki 2 h 25 min 25 s (SB)                                                                                   | Aselefech Mergia 2 h 25 min 32 s                                                          |
| 100 m haies détails       | Brigitte Foster-Hylton 12 s 51 (SB)                                                                                    | Priscilla Lopes-Schliep 12 s 54                                                                                      | Delloreen Ennis-London 12 s 55 (SB)                                                       |
| 400 m haies détails       | Melaine Walker 52 s 42 (AR)                                                                                            | Lashinda Demus 52 s 96                                                                                               | Josanne Lucas 53 s 20 (NR)                                                                |
| 3 000 m steeple détails   | Yuliya Zarudneva 9 min 08 s 39 (PB)                                                                                    | Milcah Chemos Cheywa 9 min 08 s 57 (PB)                                                                              | Gulnara Samitova-Galkina 9 min 11 s 09 (SB)                                               |
| 4 × 100 m détails         | Jamaïque Simone Facey Shelly-Ann Fraser Aleen Bailey Kerron Stewart 42 s 06                                            | Bahamas Sheniqua Ferguson Chandra Sturrup Christine Amertil Debbie Ferguson-McKenzie 42 s 29 (SB)                    | Allemagne Marion Wagner Anne Möllinger Cathleen Tschirch Verena Sailer 42 s 87 (SB)       |
| 4 × 400 m détails         | États-Unis Debbie Dunn Allyson Felix Lashinda Demus Sanya Richards Natasha Hastings* Jessica Beard* 3 min 17 s 83 (WL) | Jamaïque Rosemarie Whyte Novlene Williams-Mills Shereefa Lloyd Shericka Williams Kaliese Spencer* 3 min 21 s 15 (SB) | Royaume-Uni Lee McConnell Christine Ohuruogu Vicki Barr Nicola Sanders 3 min 25 s 16 (SB) |
| 20 km marche détails      | Olive Loughnane 1 h 28 min 58 s (SB)                                                                                   | Liu Hong 1 h 29 min 10 s (SB)                                                                                        | Anisya Kirdyapkina 1 h 29 min s (SB)                                                      |
| Saut en longueur détails  | Brittney Reese 7,10 m (WL, PB)                                                                                         | Karin Mey Melis 6,80 m                                                                                               | Naide Gomes 6,77 m                                                                        |
| Triple saut détails       | Yargelis Savigne 14,95 m                                                                                               | Mabel Gay 14,61 m (SB)                                                                                               | Biljana Topić 14,52 m                                                                     |
| Saut en hauteur détails   | Blanka Vlašić 2,04 m                                                                                                   | Ariane Friedrich 2,02 m                                                                                              | Antonietta Di Martino 1,99 m                                                              |
| Saut à la perche détails  | Anna Rogowska 4,75 m                                                                                                   | Chelsea Johnson 4,65 m (SB) Monika Pyrek 4,65 m                                                                      | Non décernée                                                                              |
| Lancer du poids détails   | Valerie Vili 20,44 m                                                                                                   | Nadine Kleinert 20,20 m (PB)                                                                                         | Gong Lijiao 19,89 m (PB)                                                                  |
| Lancer du disque détails  | Dani Samuels 65,44 m (PB)                                                                                              | Yarelis Barrios 65,31 m (SB)                                                                                         | Nicoleta Grasu 65,20 m (SB)                                                               |
| Lancer du marteau détails | Anita Włodarczyk 77,96 m (WR)                                                                                          | Betty Heidler 77,12 m (NR)                                                                                           | Martina Hrašnová 74,49 m                                                                  |
| Lancer du javelot détails | Steffi Nerius 67,30 m (SB)                                                                                             | Barbora Špotáková 66,42 m                                                                                            | Monica Stoian 64,51 m (PB)                                                                |
| Heptathlon détails        | Jessica Ennis 6731 pts (WL, PB)                                                                                        | Jennifer Oeser 6493 pts (PB)                                                                                         | Kamila Chudzik 6471 pts (SB)                                                              |

* Athlètes médaillées ayant participé aux séries des relais

### Tableau des médailles
Pour la première fois dans l'histoire des Championnats du monde, les médailles ont une forme rectangulaire, avec une forme stylisée. Le nom de l'athlète est gravé au verso.
Les pays de la Caraïbe, et plus particulièrement la Jamaïque, sont les grandes nations victorieuses de ces Championnats du monde 2009. Les États-Unis restent la délégation ayant gagné le plus de médailles (22) mais récoltent quatre titres de moins qu'aux mondiaux 2007. A contrario, la Jamaïque, deuxième du classement, remporte 7 titres (pour un total de 13 médailles), contre un seulement à Osaka deux ans plus tôt. Il est à noter que ces deux pays se partagent 13 des 14 médailles d'or décernées lors des épreuves de sprint. D'autres nations de la Caraïbe ont émergé à l'occasion de ces mondiaux de Berlin, à l'image du hurdler Ryan Brathwaite qui offre à la Barbade sa première couronne mondiale. 
Parmi les nations européennes, la Pologne, grâce notamment à ses lanceurs, se hisse au quatrième rang final avec 9 podiums dont deux titres. À domicile, l'Allemagne décroche neuf médailles (dont deux titres), réalisant ses meilleures performances lors des concours. 40 nations repartent de ces championnats avec au moins une médaille (46 en 2007) alors que 19 pays récoltent au moins un titre (22 en 2007).
| Rang  | Nation             | Or | Argent | Bronze | Total |
| ----- | ------------------ | -- | ------ | ------ | ----- |
| 1     | États-Unis         | 10 | 6      | 6      | 22    |
| 2     | Jamaïque           | 7  | 4      | 2      | 13    |
| 3     | Kenya              | 4  | 6      | 1      | 11    |
| 4     | Pologne            | 2  | 4      | 3      | 9     |
| 4     | Allemagne          | 2  | 4      | 3      | 9     |
| 6     | Éthiopie           | 2  | 2      | 4      | 8     |
| 7     | Grande-Bretagne    | 2  | 2      | 3      | 7     |
| 8     | Chine              | 2  | 1      | 1      | 4     |
| 9     | Afrique du Sud     | 2  | 1      | 0      | 3     |
| 10    | Russie             | 2  | 0      | 4      | 6     |
| 11    | Australie          | 2  | 0      | 2      | 4     |
| 12    | Bahreïn            | 2  | 0      | 1      | 3     |
| 13    | Norvège            | 2  | 0      | 0      | 2     |
| 14    | Cuba               | 1  | 4      | 1      | 6     |
| 15    | Barbade            | 1  | 0      | 0      | 1     |
| 15    | Croatie            | 1  | 0      | 0      | 1     |
| 15    | Irlande            | 1  | 0      | 0      | 1     |
| 15    | Nouvelle-Zélande   | 1  | 0      | 0      | 1     |
| 15    | Slovénie           | 1  | 0      | 0      | 1     |
| 20    | France             | 0  | 1      | 2      | 3     |
| 20    | Trinité-et-Tobago  | 0  | 1      | 2      | 3     |
| 22    | Bahamas            | 0  | 1      | 1      | 2     |
| 22    | Japon              | 0  | 1      | 1      | 2     |
| 22    | Portugal           | 0  | 1      | 1      | 2     |
| 25    | Canada             | 0  | 1      | 0      | 1     |
| 25    | Chypre             | 0  | 1      | 0      | 1     |
| 25    | Érythrée           | 0  | 1      | 0      | 1     |
| 25    | Espagne            | 0  | 1      | 0      | 1     |
| 25    | Mexique            | 0  | 1      | 0      | 1     |
| 25    | Panama             | 0  | 1      | 0      | 1     |
| 25    | Porto Rico         | 0  | 1      | 0      | 1     |
| 25    | République tchèque | 0  | 1      | 0      | 1     |
| 25    | Turquie            | 0  | 1      | 0      | 1     |
| 34    | Italie             | 0  | 0      | 2      | 2     |
| 34    | Roumanie           | 0  | 0      | 2      | 2     |
| 36    | Estonie            | 0  | 0      | 1      | 1     |
| 36    | Qatar              | 0  | 0      | 1      | 1     |
| 36    | Slovaquie          | 0  | 0      | 1      | 1     |
| 36    | Serbie             | 0  | 0      | 1      | 1     |
| 36    | Ukraine            | 0  | 0      | 1      | 1     |
| Total | Total              | 47 | 48     | 47     | 142   |

## Classement par points des finalistes
62 fédérations ont eu au moins un finaliste. Voici les vingt premières [réf. nécessaire] :
| rang | nation            | 1  | 2 | 3 | 4 | 5 | 6 | 7 | 8 | points |
| ---- | ----------------- | -- | - | - | - | - | - | - | - | ------ |
| 1    | États-Unis        | 10 | 6 | 6 | 3 | 6 | 8 | 3 | 4 | 231    |
| 2    | Jamaïque          | 7  | 4 | 2 | 3 | 4 | 2 | 1 | 1 | 136    |
| 3    | Kenya             | 4  | 5 | 2 | 3 | 4 | 1 | 3 | 1 | 120    |
| 4    | Russie            | 2  | 0 | 5 | 4 | 5 | 4 | 5 | 3 | 105    |
| 5    | Allemagne         | 2  | 3 | 4 | 2 | 4 | 4 | 2 | 1 | 104    |
| 6    | Éthiopie          | 2  | 2 | 4 | 3 | 3 | 2 | 0 | 1 | 88     |
| 7    | Grande-Bretagne   | 2  | 2 | 2 | 2 | 2 | 3 | 5 | 2 | 81     |
| 8    | Pologne           | 2  | 4 | 2 | 2 | 1 | 0 | 1 | 1 | 73     |
| 9    | Cuba              | 1  | 4 | 1 | 0 | 1 | 0 | 1 | 3 | 51     |
| 10   | Chine             | 1  | 1 | 2 | 1 | 3 | 1 | 1 | 1 | 50     |
| 11   | Australie         | 2  | 0 | 2 | 1 | 1 | 2 | 1 | 0 | 45     |
| 12   | France            | 0  | 1 | 2 | 0 | 1 | 2 | 4 | 4 | 41     |
| 13   | Trinité-et-Tobago | 0  | 1 | 2 | 1 | 1 | 0 | 2 | 0 | 32     |
| 14   | Espagne           | 1  | 0 | 1 | 1 | 1 | 1 | 1 | 1 | 29     |
| 15   | Ukraine           | 0  | 0 | 0 | 4 | 1 | 1 | 1 | 0 | 29     |
| 16   | Bahamas           | 0  | 1 | 1 | 1 | 1 | 1 | 1 | 0 | 27     |
| 17   | Japon             | 0  | 1 | 1 | 1 | 0 | 1 | 3 | 0 | 27     |
| 18   | Afrique du Sud    | 2  | 1 | 0 | 0 | 0 | 0 | 0 | 0 | 23     |
| 19   | Bahreïn           | 2  | 0 | 1 | 0 | 0 | 0 | 0 | 0 | 22     |
| 20   | Italie            | 0  | 0 | 0 | 2 | 0 | 2 | 2 | 2 | 22     |

## Records
Trois records du monde sont battus lors de ces mondiaux 2009. Le Jamaïcain Usain Bolt améliore ses propres performances sur 100 m (9 s 58) et sur 200 m (19 s 19), la Polonaise Anita Włodarczyk établissant quant à elle la meilleure performance de tous les temps au lancer du marteau (77,96 m). Par ailleurs, six records des championnats, quatre records continentaux, et quarante-six records nationaux sont également améliorés à Berlin. Seize meilleures performances mondiales de l'année sont également établies lors de ces championnats du monde.

### Records du monde
Un record du monde battu dans le cadre des championnats du monde rapporte une prime de 100 000 USD au nouveau détenteur.
| Date    | Épreuve             | Nouveau record           | Nouveau record    | Ancien record          | Ancien record | Ancien record |
| ------- | ------------------- | ------------------------ | ----------------- | ---------------------- | ------------- | ------------- |
| Date    | Épreuve             | Athlète                  | Performance       | Athlète                | Performance   | Date          |
| 16 août | 100 mètres H        | Usain Bolt Jamaïque      | 9 s 58 en finale  | Usain Bolt Jamaïque    | 9 s 69        | 16 août 2008  |
| 20 août | 200 mètres H        | Usain Bolt Jamaïque      | 19 s 19 en finale | Usain Bolt Jamaïque    | 19 s 30       | 20 août 2008  |
| 22 août | Lancer du marteau F | Anita Włodarczyk Pologne | 77,96 m en finale | Tatyana Lysenko Russie | 77,80 m       | 15 août 2006  |

### Records des championnats
| Date    | Épreuve             | Athlète                  | Performance              |
| ------- | ------------------- | ------------------------ | ------------------------ |
| 17 août | 10 000 m H          | Kenenisa Bekele Éthiopie | 26 min 46 s 31 en finale |
| 18 août | 3 000 m steeple H   | Ezekiel Kemboi Kenya     | 8 min 00 s 43 en finale  |
| 20 août | Lancer du marteau F | Betty Heidler Allemagne  | 75,27 m en qualification |
| 20 août | 400 m haies F       | Melaine Walker Jamaïque  | 52 s 42 en finale        |
| 22 août | Marathon H          | Abel Kirui Kenya         | 2 h 06 min 54            |
| 22 août | Relais 4 × 100 m H  | Jamaïque                 | 37 s 31 en finale        |

### Records continentaux
| Date    | Épreuve           | Athlète                       | Performance             | Continent        |
| ------- | ----------------- | ----------------------------- | ----------------------- | ---------------- |
| 17 août | 3 000 m steeple F | Jennifer Barringer États-Unis | 9 min 12 s 50 en finale | Amérique du Nord |
| 18 août | 3 000 m steeple H | Bouabdellah Tahri France      | 8 min 01 s 18 en finale | Europe           |
| 20 août | Décathlon         | Larbi Bouraada Algérie        | 8 171 points            | Afrique          |
| 20 août | 200 m H           | Alonso Edward Panama          | 19 s 81 en finale       | Amérique du Sud  |

## Minima de qualifications
Les marques suivantes représentent les normes de qualification A et B pour les Championnats du monde d'athlétisme 2009. Chaque pays peut engager un maximum de quatre athlètes ayant atteint ces minima entre le 1er janvier 2008 et le 3 août 2009. En revanche, seuls trois athlètes peuvent concourir dans les différentes compétitions, exceptions faites des relais dans lesquels six athlètes par nations sont engagés. Dans le cas où aucun athlète n'a atteint les minima A, un pays peut engager un maximum de deux athlètes ayant réussi les minima B. Les athlètes sacrés champions du monde en 2007 bénéficient automatiquement d'une invitation de la part de l'IAAF. De même, les athlètes ayant remporté une médaille d'or lors d'un championnat continental se voient accorder un billet d'entrée pour participer aux Mondiaux, même s'ils n'ont pas réalisé les minima chronométriques.
| Discipline        | Hommes A        | Hommes B       | Femmes A       | Femmes B       |
| ----------------- | --------------- | -------------- | -------------- | -------------- |
| 100 m             | 10 s 21         | 10 s 28        | 11 s 30        | 11 s 40        |
| 200 m             | 20 s 59         | 20 s 75        | 23 s 00        | 23 s 30        |
| 400 m             | 45 s 55         | 45 s 95        | 51 s 50        | 52 s 30        |
| 800 m             | 1 min 45 s 40   | 1 min 46 s 60  | 2 min 00 s 00  | 2 min 01 s 30  |
| 1 500 m           | 3 min 36 s 20   | 3 min 39 s 20  | 4 min 07 s 00  | 4 min 09 s 00  |
| 5 000 m           | 13 min 20 s 00  | 13 min 29 s 00 | 15 min 10 s 00 | 15 min 25 s 00 |
| 10 000 m          | 27 min 47 s 00  | 28 min 12 s 00 | 31 min 45 s 00 | 32 min 20 s 00 |
| Marathon          | 2 h 18 min 00   | -              | 2 h 43 min 00  | -              |
| 100 m haies       | -               | -              | 12 s 96        | 13 s 11        |
| 110 m haies       | 13 s 55         | 13 s 72        | -              | -              |
| 400 m haies       | 49 s 25         | 49 s 80        | 55 s 50        | 56 s 55        |
| 3 000 m steeple   | 8 min 23 s 00   | 8 min 33 s 50  | 9 min 40 s 00  | 9 min 48 s 00  |
| Relais 4 × 100 m  | 39 s 10         | -              | 43 s 90        | -              |
| Relais 4 × 400 m  | 3 min 03 s 30   | -              | 3 min 31 s 00  | -              |
| 20 km marche      | 1 h 22 min 30 s | 1 h 24 min 20  | 1 h 33 min 30  | 1 h 38 min 00  |
| 50 km marche      | 3 h 58 min 00 s | 4h09’00        | -              | -              |
| Saut en longueur  | 8,15 m          | 8,05 m         | 6,72 m         | 6,62 m         |
| Triple saut       | 17,10 m         | 16,65 m        | 14,20 m        | 14,00 m        |
| Saut en hauteur   | 2,31 m          | 2,28 m         | 1,95 m         | 1,91 m         |
| Saut à la perche  | 5,70 m          | 5,55 m         | 4,45 m         | 4,35 m         |
| Lancer du poids   | 20,30 m         | 19,90 m        | 18,20 m        | 17,20 m        |
| Lancer du disque  | 64,50 m         | 62,50 m        | 62,00 m        | 58,50 m        |
| Lancer du marteau | 77,50 m         | 74,30 m        | 70,00 m        | 67,50 m        |
| Lancer du javelot | 81,00 m         | 78,00 m        | 61,00 m        | 59,00 m        |
| Heptathlon        | -               | -              | 6 100 pts      | 5 900 pts      |
| Décathlon         | 8 000 pts       | 7 730 pts      | -              | -              |

## Liens externes

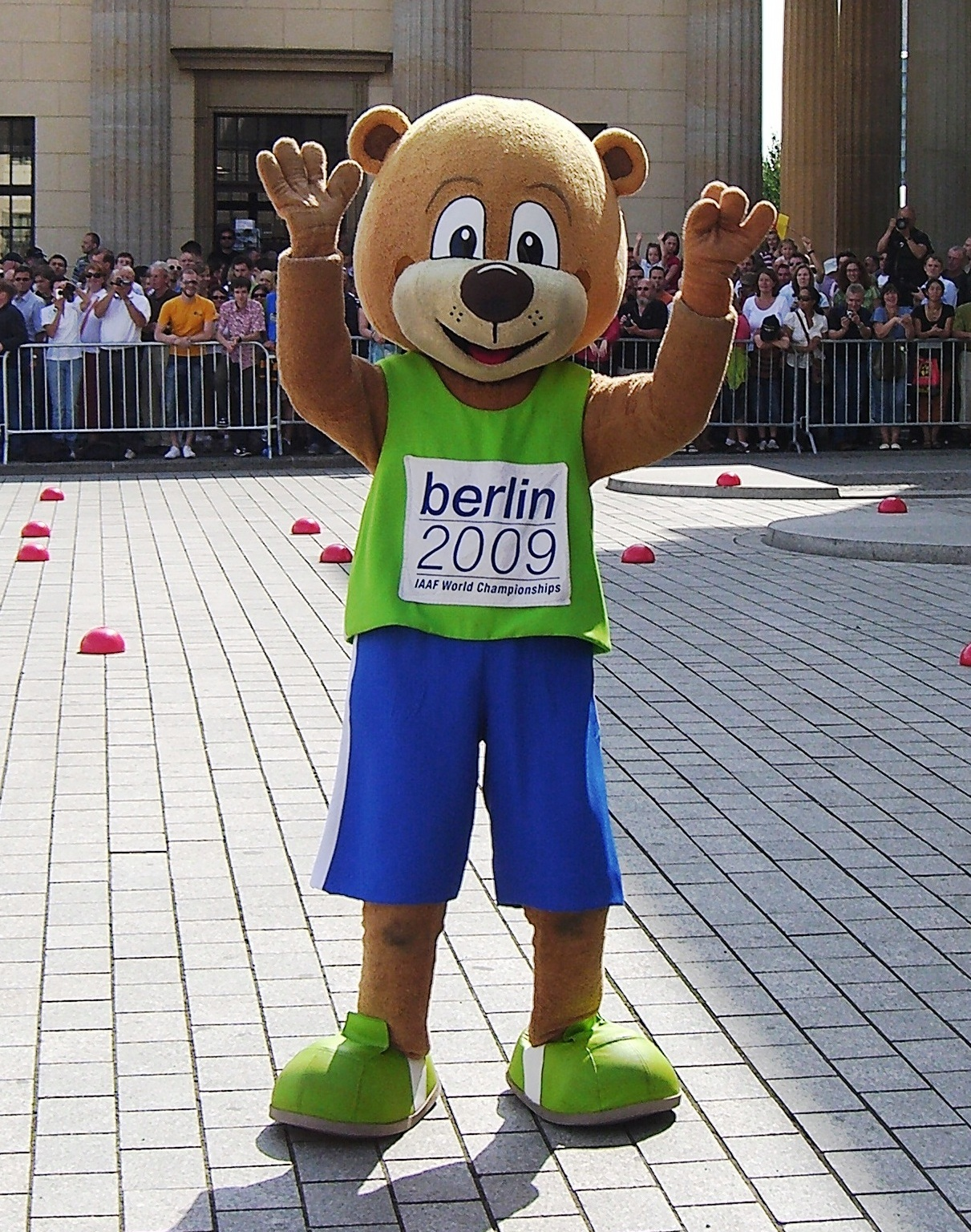
La mascotte Berlino

## Calendrier
| août              | 15 | 16  | 17  | 18 | 19  | 20 | 21  | 22  | 23 |
| ----------------- | -- | --- | --- | -- | --- | -- | --- | --- | -- |
| 100 m             | S  | F   |     |    |     |    |     |     |    |
| 200 m             |    |     |     | S  | 1/2 | F  |     |     |    |
| 400 m             |    |     |     | S  | 1/2 |    | F   |     |    |
| 800 m             |    |     |     |    |     | S  | 1/2 |     | F  |
| 1 500 m           | S  |     | 1/2 |    | F   |    |     |     |    |
| 5 000 m           |    |     |     |    |     | S  |     |     | F  |
| 10 000 m          |    |     | F   |    |     |    |     |     |    |
| Marathon          |    |     |     |    |     |    |     | F   |    |
| 110 m haies       |    |     |     |    | S   | F  |     |     |    |
| 400 m haies       | S  | 1/2 |     | F  |     |    |     |     |    |
| 3 000 m steeple   |    | S   |     | F  |     |    |     |     |    |
| 4 × 100 m         |    |     |     |    |     |    | 1/2 | F   |    |
| 4 × 400 m         |    |     |     |    |     |    |     | 1/2 | F  |
| 20 km marche      | F  |     |     |    |     |    |     |     |    |
| 50 km marche      |    |     |     |    |     |    | F   |     |    |
| Saut en longueur  |    |     |     |    |     | Q  |     | F   |    |
| Triple saut       |    | Q   |     | F  |     |    |     |     |    |
| Saut en hauteur   |    |     |     |    | Q   |    | F   |     |    |
| Saut à la perche  |    |     |     |    |     | Q  |     | F   |    |
| Lancer du poids   | F  |     |     |    |     |    |     |     |    |
| Lancer du disque  |    |     |     | Q  | F   |    |     |     |    |
| Lancer du marteau | Q  |     | F   |    |     |    |     |     |    |
| Lancer du javelot |    |     |     |    |     |    | Q   |     | F  |
| Décathlon         |    |     |     |    | Q   | F  |     |     |    |

| août              | 15 | 16  | 17  | 18  | 19 | 20  | 21  | 22  | 23 |
| ----------------- | -- | --- | --- | --- | -- | --- | --- | --- | -- |
| 100 m             |    | S   | F   |     |    |     |     |     |    |
| 200 m             |    |     |     |     | S  | 1/2 | F   |     |    |
| 400 m             | S  | 1/2 |     | F   |    |     |     |     |    |
| 800 m             |    | S   | 1/2 |     | F  |     |     |     |    |
| 1 500 m           |    |     |     | S   |    |     | 1/2 |     | F  |
| 5 000 m           |    |     |     |     | S  |     |     | F   |    |
| 10 000 m          | F  |     |     |     |    |     |     |     |    |
| Marathon          |    |     |     |     |    |     |     |     | F  |
| 100 m haies       |    |     |     | S   | F  |     |     |     |    |
| 400 m haies       |    |     | S   | 1/2 |    | F   |     |     |    |
| 3 000 m steeple   | S  |     | F   |     |    |     |     |     |    |
| 4 × 100 m         |    |     |     |     |    |     |     | F   |    |
| 4 × 400 m         |    |     |     |     |    |     |     | 1/2 | F  |
| 20 km marche      |    | F   |     |     |    |     |     |     |    |
| Saut en longueur  |    |     |     |     |    |     | Q   |     | F  |
| Triple saut       | Q  |     | F   |     |    |     |     |     |    |
| Saut en hauteur   |    |     |     | Q   |    | F   |     |     |    |
| Saut à la perche  | Q  |     | F   |     |    |     |     |     |    |
| Lancer du poids   |    | F   |     |     |    |     |     |     |    |
| Lancer du disque  |    |     |     |     | Q  |     | F   |     |    |
| Lancer du marteau |    |     |     |     |    | Q   |     | F   |    |
| Lancer du javelot |    | Q   |     | F   |    |     |     |     |    |
| Heptathlon        | Q  | F   |     |     |    |     |     |     |    |

| S | Séries | Q | Qualifications | 1/2 | Demi-finales | F | Finales |

## Légende
Records et Performances
- AR : Record continental (area record)
- CR : Record des championnats (championship record)
- MR : Record du meeting (meet record)
- NR : Record national (national record)
- OR : Record olympique (olympic record)
- PR : Record paralympique (paralympic record)
- PB : Record personnel (personal best)
- SB : Meilleure performance personnelle de la saison (season's best)
- WL : Meilleure performance mondiale de l'année (world leader)
- WJR : Record du monde junior (world junior record)
- WR : Record du monde (world record)

Circonstances et Conditions
- DNF : N'a pas terminé (did not finish)
- DNS : N'a pas pris le départ (did not start)
- DQ : Disqualification (disqualification)
- NM : Aucun essai valable enregistré (No Mark)
- Q : Qualifié « directement » au prochain tour (ou à la prochaine compétition), lors d'une compétition majeure, grâce au classement ou à la réalisation des minima (automatic qualifier)
- q : Qualifié au prochain tour (ou à la prochaine compétition), lors d'une compétition majeure, grâce au repêchage ou à la réalisation de l'une des meilleures performances parmi celles des « non qualifiés directement » (grâce au meilleur temps ou à la meilleure distance par exemple) (secondary qualifier)